# Jens Holm

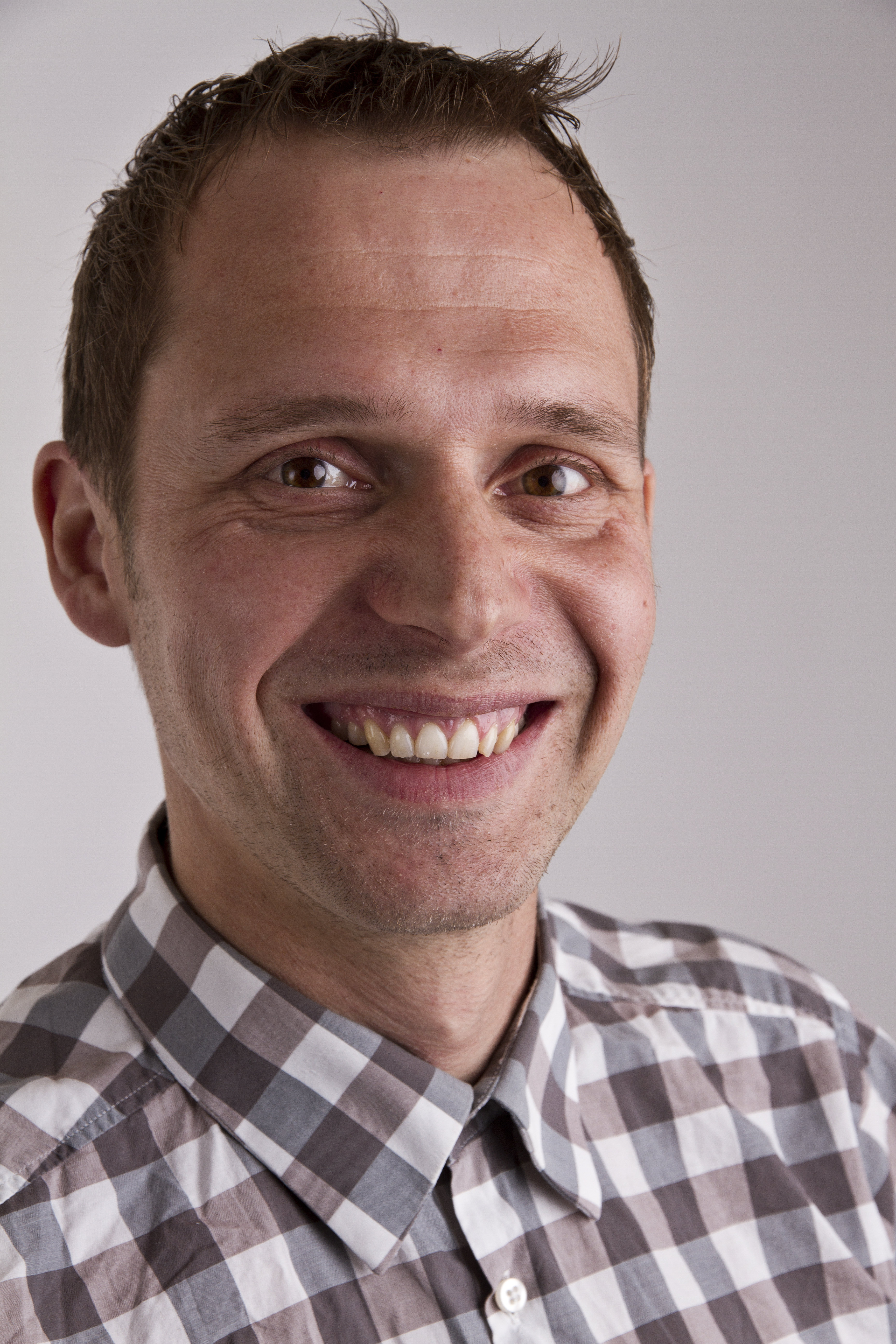
Jens Holm

Jens Holm (* 18. April 1971 in Sundsvall) ist ein schwedischer Politiker. Er ist seit 2006 Mitglied des Europäischen Parlaments für die schwedische Vänsterpartiet, in der Fraktion Vereinte Europäische Linke/Nordische Grüne Linke.
Im April 2009 wurde sein Buch EU inifrån – berättelser från EU-parlamentet 2006-2009 im Verlag Nixon veröffentlicht.